# Ben Spradling
Benjamin Otto Spradling, detto Ben (Washington, 18 gennaio 1879 – ...), è stato un pugile statunitense.
Partecipò alle gare di pugilato dei pesi medi ai Giochi olimpici di Saint Louis 1904, dove vinse la medaglia d'argento dopo esser stato sconfitto da Charles Mayer.

## Palmarès
In carriera ha conseguito i seguenti risultati:
- Giochi olimpici

St. Louis 1904: una medaglia d'argento nella categoria pesi medi.